# Дейотар II Філопатор
Дейотар II Філопатор (*Δηϊόταρος, д/н — 43 до н. е.) — співцар Галатії у 51—43 роках до н. е.

## Життєпис
Походив з тетрархів толістобогів. Син царя Дейотар I та Береніки з пергамської династії Атталідів. Про молоді роки нічого невідомо.52 року до н. е. йому було доручено керувати галатами-трокмами. У 51 році до н. е. стає співволодарем батька. У 48 році до н. е. після втечі батька (після поразки Гнея Помпея при Фарсалі від Гая Цезаря) керував усією Галатією.
У 47 році до н. е. в умовах наступу Фарнака II, царя Понту, вимушений був передати владу над трокмами Мітрідату Пергамському. У 45 році до н. е. після смерті Мітрідата відновив владу над трокмами. Сприяв зміцненню володінь свого роду в центральній частині Малої Азії.
Після вбивства Цезаря у 44 році до н. е. надавав допомогу Бруту і Кассію у підготовці війни з Першим тріумвіратом. Помер у 43 році до н. е.

## Родина
Дружина — Стратоніка
Діти:
- Кастор (д/н—36 до н. е.), цар у 40—36 роках до н. е.